# (3148) Grechko
(3148) Grechko (1979 SA12) – planetoida z pasa głównego asteroid okrążająca Słońce w ciągu 5,47 lat w średniej odległości 3,1 au. Odkryta 24 września 1979 roku.